# پل دزموند
پل امیل بریتنفلد (به انگلیسی: Paul Emil Breitenfeld) ‏ (۲۵ نوامبر ۱۹۲۴ - ۳۰ مه ۱۹۷۷) که با نام پل دزموند (به انگلیسی: Paul Desmond) شناخته می‌شود، آهنگساز و نوازنده آمریکایی ساکسوفون آلتو سبک جاز بود که در سانفرانسیسکو زاده شد و در منهتن درگذشت.
دزموند بیشتر برای همکاریش با گروه دیو بروبک کورتت و ساختن معروف‌ترین قطعه آن‌ها با نام تیک فایو (Take Five) شناخته می‌شود.

## دیو بروبک کورتت

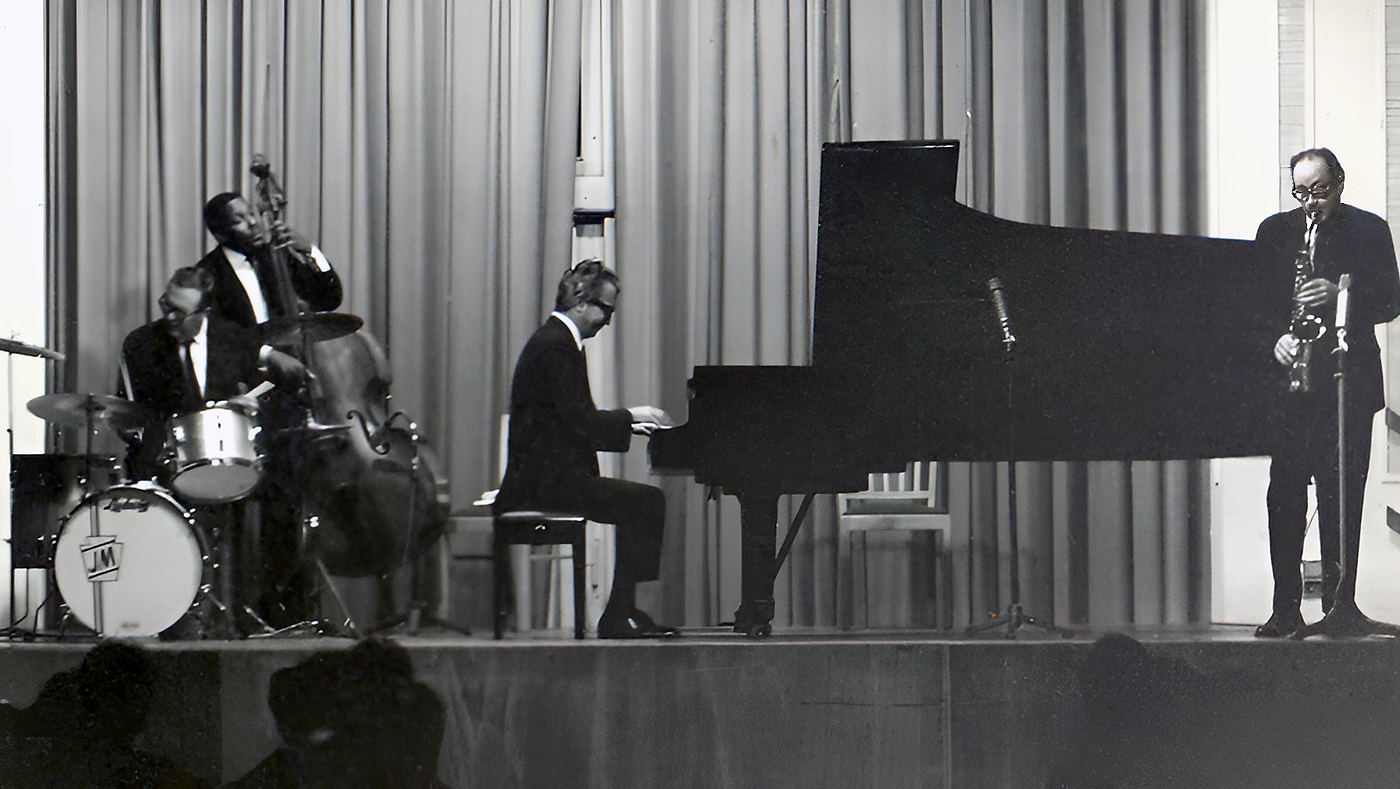
چارنفری دیو بروبک در سال ۱۹۶۷. از چپ به راست: جو مورلو، یوجین رایت دیو بروبک و پل دزموند

دیو بروبک کورتت نام گروهی چهارنفره بود که در سال ۱۹۵۱ و با رهبری دیو بروبک تشکیل شد و پل دزموند، یوجین رایت و جو مورلو دیگر اعضای شناخته شده آن را تشکیل می دادند. آشنایی دزموند و بروبک که در سال ۱۹۴۴ و در زمان خدمت آن دو در ارتش صورت گرفت از دلایل مهم موفقیت این گروه به‌شمار می‌رود. به دنبال این آشنایی، بروبک و دزموند پیشنویس قراردادی را تهیه کردنند که در آن بروبک رهبر گروه شمرده می شد، اجازه اخراج دزموند را نداشت و بیست درصد از سود حاصل از کورتت به دزموند تعلق می گرفت. موفقیت دیو بروبک کورتت کار را به جایی رساند که مجله تایم آن را مورد توجه قرار داد و تصویر بروبک روی جلد آن نقش بست تا پس از لویی آرمسترانگ، وی دومین هنرمند جاز باشد که چنین اتفاقی برایش رخ می دهد. تغییر مسیر بروبک از اجرا به آهنگسازی باعث شد تا در سال ۱۹۶۷ گروه منحل شود. اما طی سال‌های بعد، دزموند و بروبک چندین تور را با یکدیگر برپا کردند که در آن میان می‌توان به دو نسل از بروبک اشاره کرد.

## تیک فایو
آهنگ تیک فایو از آلبوم تایم آوت که در سال ۱۹۵۹ به دست پل دزموند نگاشته و توسط دیو بروبک کورتت اجرا شد معروف‌ترین قطعه موسیقی جاز به‌شمار می‌رود. همچنین این اثر پرفروش‌ترین موسیقی جاز تاریخ محسوب می‌شود. دزموند این آهنگ را در می بمل مینور ساخت و نوای پیانوی دو آکوردی  و تکرار شونده که در طول آهنگ به گوش می رسد، ملودی گیرای ساکسوفون با گام بلوز، تک نوازی خلاقانه درام  و استفاده غیرمعمول از کسر میزان 5/4 که نامگذاری تیک فایو از آن ناشی می‌شود باعث شهرت آن شد.

### دست اندر کاران
- دیو بروبک - پیانو
- پل دزموند - ساکسوفون
- یوجین رایت - کنترباس
- جو مورلو - درام

## سایر همکاری‌ها
غیر از بروبک، دزموند با هنرمندان دیگری همچون چت بیکر، جری مالیگن، جیم هال و اد بیکرت نیز همکاری داشت.

## نام مستعار
برخی دزموند را با نام مستعار لک‌لک صدا می زدند. دیو بروبک ریشه این نام را در عادت گاه به گاهی از او هنگام نواختن عنوان می‌کند که دزموند روی یک پا می‌ایستاد و به پیانو تکیه می زد. او اضافه می‌کند که دزموند در این حالت "عالی" ساز می زد.

## درگذشت
دزموند در سال ۱۹۷۷ بر اثر سرطان ریه که ناشی از مصرف سیگار بود درگذشت.